# Experimenteller Botanischer Garten

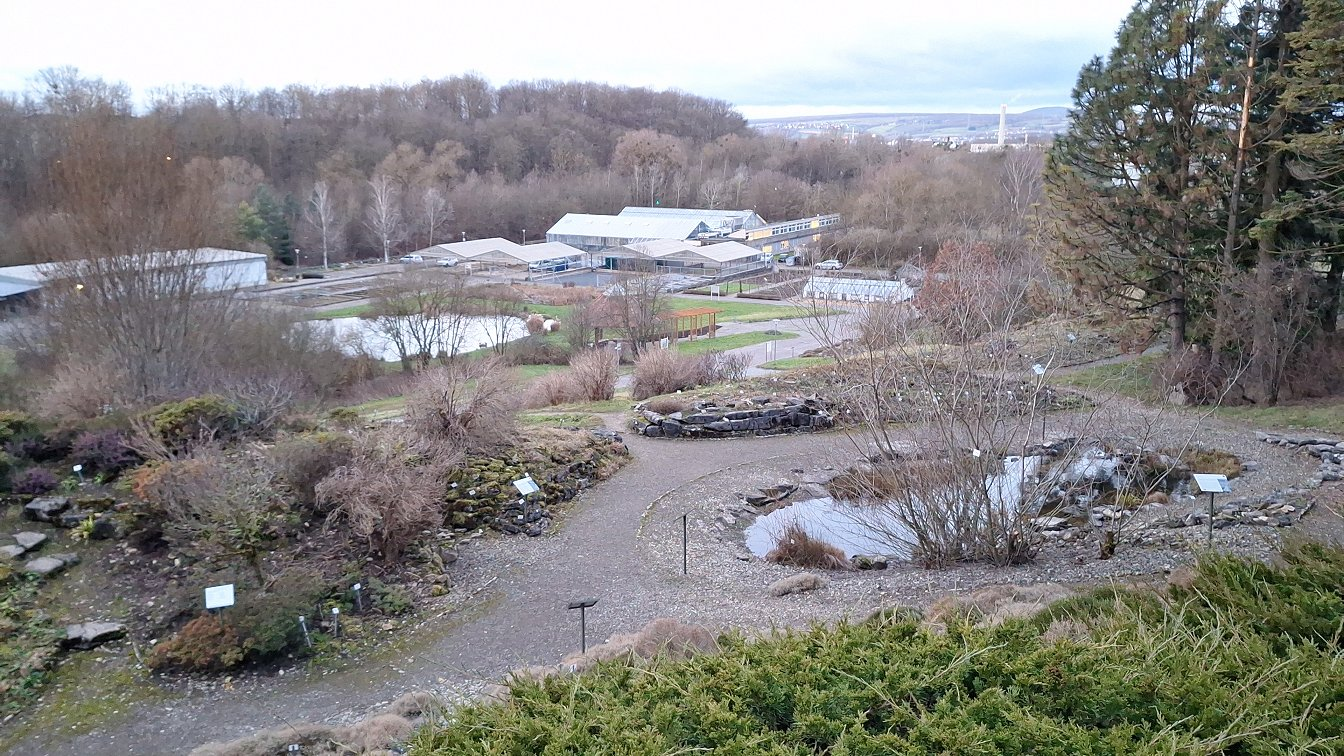
Blick vom Alpinum auf das Hauptgelände des Experimentellen Botanischen Garten

Der Experimentelle Botanische Garten (ehemals: Neuer Botanischer Garten) ist neben dem Alten Botanischen Garten und dem benachbarten Forstbotanischen Garten einer der drei botanischen Gärten in Göttingen. Alle drei Gärten sind Einrichtungen der Universität Göttingen. Er entstand 1967 im Zuge der Norderweiterung der Universität im Stadtteil Nikolausberg unter Heinz Ellenberg als Direktor des Systematisch-Geobotanischen Instituts. Ziel war es, der ökologischen Botanik ein ausbaufähiges Experimentiergelände zu geben. Der Garten hat eine Gesamtfläche von 36 ha und liegt im Tal der Lutter beidseitig der B 27. Er besteht aus einer flachen Aue und ausgedehnten Talhängen in Nord- und Südexposition. Etwa die Hälfte der Fläche ist kultiviert. Die andere Hälfte ist mit Wald, Hecken und Wiesen bedeckt und wird unter anderem extensiv für ökologische Freilandexperimente genutzt.
Öffnungszeiten:
Das Freiland ist jederzeit für Besucher geöffnet, das Alpinenhaus im Sommerhalbjahr tagsüber 9 bis 15 Uhr und die Versuchsgewächshäuser auf Anfrage.

## Geschichte
Der Garten war bereits 1966 in Planung und wurde 1967 als Neuer Botanischer Garten gegründet. Ziel dabei war es, Platz für großangelegte pflanzenökologische Freilandexperimente zu schaffen. Der Bauprozess zog sich über fast drei Jahrzehnte, wobei sukzessive weitere Flächen und Gebäude bepflanzt wurden und entsprechend zu Forschungszwecken genutzt werden konnten. Während 1968 lediglich eine Baracke und Feldflächen für Sukzessionsexperimente vorhanden waren, entstanden bis 1997 unter anderem mehrere Waldgesellschaften, ein Grundwasserbecken, eine Schattenanlage, mehrere Versuchsgewächshäuser und diverse Beete, ein Alpinum sowie ein Teich mit Pavillon. Die zu Beginn des Vorhabens angekündigten Gewächshäuser mit montanem Urwald und tropischem Regen- sowie Nebelwald wurden dagegen nie realisiert.

## Erhaltung und Vermehrung bedrohter Wildpflanzen
Ein Schwerpunkt der Arbeit ist es, bedrohte Wildpflanzen und ihre Gesellschaften im Beet und durch die Ansiedlung in angelegten Biotopen zu erhalten und zu vermehren.
Im Rahmen einer Projektarbeit wurden im Jahr 2021 mehr als 500 Exemplare des Bergsteppenfenchels, einer auch Berg-Sesel genannten Art der Gattung Bergfenchel, im Experimentellen Botanischen Garten angezogen. Die Art ist in Deutschland vom Aussterben bedroht. Die Exemplare wurden auf dem Weper ausgesetzt. Die Niedersächsischen Landesforsten, der NLWKN und das Forstamt Dassel wirkten an dem Projekt mit.

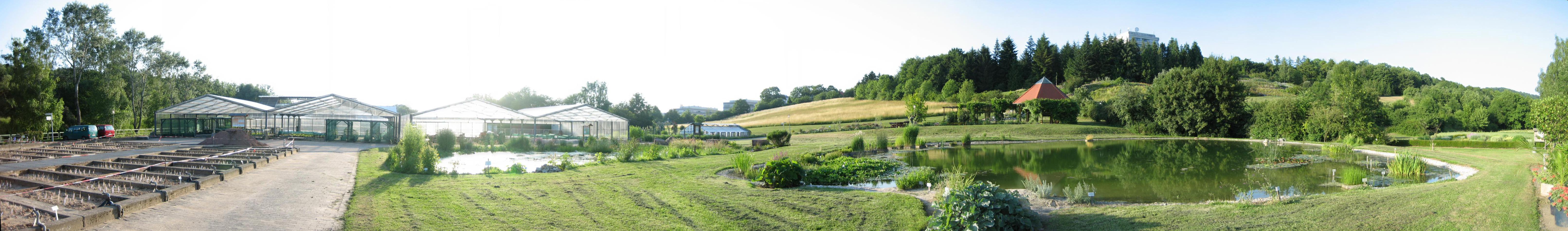
Panorama im Neuen Botanischen Garten